# ФК «Крылья Советов» Куйбышев в сезоне 1966
Сезон 1966 — 22-й сезон «Крыльев Советов» в чемпионате СССР. По итогам чемпионата команда заняла 18-е место.

## Чемпионат СССР

### Турнирная таблица
| Место | Команда                   | И  | В  | Н  | П  | Мячи  | О  |
| ----- | ------------------------- | -- | -- | -- | -- | ----- | -- |
| 15    | Торпедо (Кутаиси)         | 36 | 9  | 10 | 17 | 44-59 | 28 |
| 16    | Зенит (Ленинград)         | 36 | 10 | 8  | 18 | 35-54 | 28 |
| 17    | Локомотив (Москва)        | 36 | 11 | 5  | 20 | 34-49 | 27 |
| 18    | Крылья Советов (Куйбышев) | 36 | 4  | 17 | 15 | 18-40 | 25 |
| 19    | СКА (Одесса)              | 36 | 1  | 13 | 22 | 16-56 | 15 |

### Результаты матчей
| 10 апреля 1966 1 тур | Арарат (Ереван) | 0:0 | Крылья Советов (Куйбышев) |  |

| 15 апреля 1966 2 тур | Нефтяник(Баку) | 0:0 | Крылья Советов (Куйбышев) |  |

| 26 апреля 1966 4 тур | Динамо (Киев) | 4:0 | Крылья Советов (Куйбышев) |  |

| 02 мая 1966 5 тур | Крылья Советов (Куйбышев) | 1:3 | Торпедо (Москва) |  |

| 08 мая 1966 6 тур | Крылья Советов (Куйбышев) | 1:2 | Пахтакор (Ташкент) |  |

| 13 мая 1966 7 тур | Крылья Советов (Куйбышев) | 1:1 | СКА (Одесса) |  |

| 19 мая 1966 8 тур | Крылья Советов (Куйбышев) | 2:1 | Динамо (Тбилиси) |  |

| 25 мая 1966 9 тур | Кайрат (Алма-Ата) | 3:0 | Крылья Советов (Куйбышев) |  |

| 02 июня 1966 10 тур | Торпедо (Кутаиси) | 2:0 | Крылья Советов (Куйбышев) |  |

| 08 июня 1966 11 тур | Крылья Советов (Куйбышев) | 0:0 | Локомотив (Москва) |  |

| 13 июня 1966 12 тур | Крылья Советов (Куйбышев) | 2:0 | Динамо (Москва) |  |

| 19 июня 1966 13 тур | Зенит (Ленинград) | 3:2 | Крылья Советов (Куйбышев) |  |

| 26 июня 1966 14 тур | Спартак (Москва) | 4:1 | Крылья Советов (Куйбышев) |  |

| 03 июля 1966 15 тур | Крылья Советов (Куйбышев) | 1:1 | Шахтер (Донецк) |  |

| 08 июля 1966 16 тур | Крылья Советов (Куйбышев) | 0:0 | Динамо (Минск) |  |

| 13 июля 1966 17 тур | ЦСКА (Москва) | 3:1 | Крылья Советов (Куйбышев) |  |

| 20 июля 1966 18 тур | Крылья Советов (Куйбышев) | 0:1 | СКА (Ростов-на-Дону) |  |

| 28 июля 1966 19 тур | Крылья Советов (Куйбышев) | 0:0 | Черноморец (Одесса) |  |

| 11 августа 1966 28 тур | Крылья Советов (Куйбышев) | 1:1 | Динамо (Киев) |  |

| 15 августа 1966 23 тур | СКА (Одесса) | 0:2 | Крылья Советов (Куйбышев) |  |

| 24 августа 1966 24 тур | Локомотив (Москва) | 0:0 | Крылья Советов (Куйбышев) |  |

| 31 августа 1966 25 тур | Крылья Советов (Куйбышев) | 0:0 | Спартак (Москва) |  |

| 14 сентября 1966 20 тур | Торпедо (Москва) | 3:0 | Крылья Советов (Куйбышев) |  |

| 18 сентября 1966 29 тур | Крылья Советов (Куйбышев) | 0:0 | Кайрат (Алма-Ата) |  |

| 22 сентября 1966 38 тур | Крылья Советов (Куйбышев) | 2:3 | Нефтяник(Баку) |  |

| 26 сентября 1966 30 тур | Динамо (Тбилиси) | 1:0 | Крылья Советов (Куйбышев) |  |

| 30 сентября 1966 27 тур | Крылья Советов (Куйбышев) | 0:0 | Арарат (Ереван) |  |

| 04 октября 1966 33 тур | Динамо (Минск) | 0:0 | Крылья Советов (Куйбышев) |  |

| 09 октября 1966 31 тур | Крылья Советов (Куйбышев) | 0:0 | Торпедо (Кутаиси) |  |

| 14 октября 1966 32 тур | Шахтер (Донецк) | 1:0 | Крылья Советов (Куйбышев) |  |

| 20 октября 1966 22 тур | Черноморец (Одесса) | 1:0 | Крылья Советов (Куйбышев) |  |

| 26 октября 1966 21 тур | Крылья Советов (Куйбышев) | 1:0 | Зенит (Ленинград) |  |

| 30 октября 1966 37 тур | СКА (Ростов-на-Дону) | 2:0 | Крылья Советов (Куйбышев) |  |

| 03 ноября 1966 35 тур | Динамо (Москва) | 0:0 | Крылья Советов (Куйбышев) |  |

| 10 ноября 1966 36 тур | Пахтакор (Ташкент) | 0:0 | Крылья Советов (Куйбышев) |  |

| 16 ноября 1966 34 тур | Крылья Советов (Куйбышев) | 0:0 | ЦСКА (Москва) |  |

## Кубок СССР

### Результаты матчей
| 06 августа 1966 1/16 финала | Локомотив (Челябинск) | 2:1 | Крылья Советов (Куйбышев) |  |

## Международный турнир на приз газеты «Физкультурник Узбекистана»
Результаты матчей
| 1 марта 1966 1 тур | Крылья Советов | 2:1 | Петролул (Плоешти) |  |

| 5 марта 1966 2 тур | Спартак (Москва) | 0:0 | Крылья Советов |  |

| 13 марта 1966 3 тур | «Пахтакор» (Ташкент) | 0:0 | Крылья Советов |  |

Итоговая таблица
| М   | Клуб                        | И | В | Н | П | М   | О |
| --- | --------------------------- | - | - | - | - | --- | - |
| 1   | «Спартак» (Москва)          | 3 | 1 | 2 | 0 | 3-1 | 4 |
| 2-3 | «Крылья Советов» (Куйбышев) | 3 | 1 | 2 | 0 | 2-1 | 4 |
| 2-3 | «Пахтакор» (Ташкент)        | 3 | 1 | 2 | 0 | 2-1 | 4 |
| 4   | «Петролул» (Плоешти)        | 3 | 0 | 0 | 3 | 1-5 | 0 |

## Товарищеские матчи
| 22 июня 1966 | Крылья Советов | 1:0   | сборная РСФСР | Куйбышев        |
| 18:30 | Казаков        | отчёт |               | Стадион: Динамо |
| Крылья Советов: 1.Агуреев, 2.Бобылёв ( 15.Вербовский), 3. Сахаров ( 12.Булатов), 4.Капсин, 5.Вальков ( 13.Тебелев), 6.Фёдоров, 7. Петров ( 12.Старков), 8.Савельев, 9.Жуков, 10.Казаков, 11.Кикин |                |       |               |                 |

| 10 июля 1966 | Крылья Советов | 1:2 | Берое |  |

| 21 ноября 1966 | Крылья Советов | 1:2 | Прогресул | Сочи |